# Manuel Escudé Bartolí
Manuel Escudé Bartolí (Reus, 1 d'octubre de 1856 - Barcelona, 29 de novembre de 1930) va ser un geògraf i estadístic català.
Cursà els estudis de batxillerat a Reus i col·laborà en periòdics locals, especialment a l' Eco del Centro de Lectura i el Diario de Reus. Traslladat a Madrid per a concórrer a unes oposicions de l'Instituto Geográfico y Estadístico, que va guanyar, va ser enviat als serveis d'estadística de les províncies de Girona i Barcelona. El 1902 fou nomenat cap d'estadística de l'ajuntament barceloní; hi fundà l’Anuario Estadístico i el Boletín Municipal. Més tard tingué el mateix càrrec en la Mancomunitat de Catalunya. Publicà un bon nombre d'obres de la seva especialitat: Diccionario estadístico español de los resultados generales del censo de la población (1880), Apuntes para un anuario de estadística comparada (1881) Las Carolinas: descripción geográfica y estadística del archipiélago carolino (1885), Atlas geográfico ibero-americano (1901-1904), Los Municipios de España (1904), i d'altres. Va ser vicesecretari del Foment del Treball Nacional i col·laborador de l' Enciclopèdia Espasa. Un germà seu, Josep Escudé Bartolí, va ser un pintor de certa fama que morí jove.